# Chryselefantinová plastika

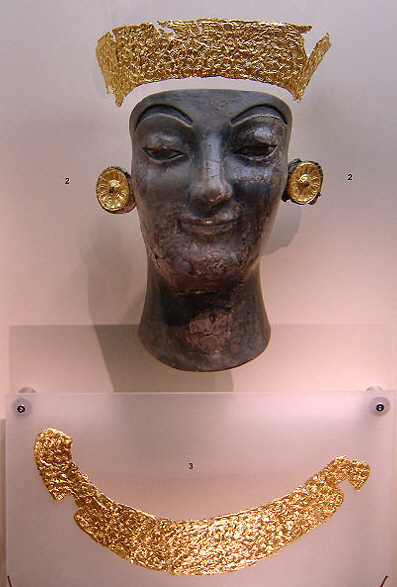
Fragmenty chryselefantinové sochy z archaického období, dnes v Archeologickém muzeu v Delfách

Chryselefantinová plastika či technika (ze starořečtiny: χρυσός (chrýsos) – zlato, ελεφάντινος (elefántinos) – slon, slonovina) je sochařská metoda spočívající v kombinaci zlata a slonoviny. K největšímu rozmachu jejího použití došlo ve starověkém Řecku, kdy sloužila ke tvorbě velkých kultovních soch pro chrámy.
Základ těchto soch tvořilo dřevěné těleso, či kostra, na něž se nanášely vrstvy slonoviny a zlata. Slonovina byla umisťována na odhalené tělesné partie, jako byla hlava či ruce, a zlato na oděvy, zbroj a šperky. Sochy obvykle bývaly zdobeny i drahokamy, například místo očí či na špercích.
Mezi dvě nejznámější chryselefantinové sochy patřil Feidiův Zeus v Olympii a Athéna Parthenos od stejného autora na athénské Akropoli. Obě byly vytvořeny v 5. století př. n. l., ale ani jedna z nich se do současnosti nedochovala.